# Израз
Вижте пояснителната страница за други значения на Израз.
Израз в езика, лингвистиката и науките за комуникацията може да означава няколко неща:
- езиков израз, където определена фраза е придобила популярност и се употребява често по отношение на даден референт
- езиков израз (по-рядко) — вид изказ на говорещото лице, стил, стилистика
- израз, изразяване [1] – репрезентиране и споделяне (комуникиране) на мисъл, или на нещо вътрешно присъщо или нещо скрито, например „изразявам мисълта си“, „изразявам се добре“, „израз на емоции“ и т.н.

## В лингвистиката
В езика и лингвистиката изразът е всяка завършена и комуникируема мисъл, формирана в съответствие с изискванията на езика. Изразът може да бъде част от изречение или цяло изречение.